# 結構變異
結構變異（Structural variation），又稱為基因體結構變異，是生物染色體上結構的變異，由一個物種基因體中的多種變異所組成，通常包括微觀和亞微觀類型，如缺失、重覆、拷貝數變異、插入、倒位和易位等。過去討論結構變異，多指涉長度介於1Kb與3Mb之間的序列，大於單核苷酸多態性並且小於染色體畸變（雖然就定義上有一些重叠），但隨著全基因組測序技術的發達，現在結構變異的定義已擴大為大於50b的序列。結構變異不一定會影響表現型，有些結構變異與遺傳疾病有關，但也有許多與其無關。近期有關結構變異的研究發現結構變異比單核苷酸多態性更難檢測。正常人群的基因組中，約有13%的區域為結構變異，而且至少有240個基因有同型合子缺失的情形，意味著這些基因可能在人類是非必需的。每個人的基因組中，可能多達數百萬個核苷酸為結構變異，可能對人類多樣性與疾病易感受性有重要影響。 

## 外部連結
- 1000个基因组项目 （页面存档备份，存于）